# Christian Zickelbein

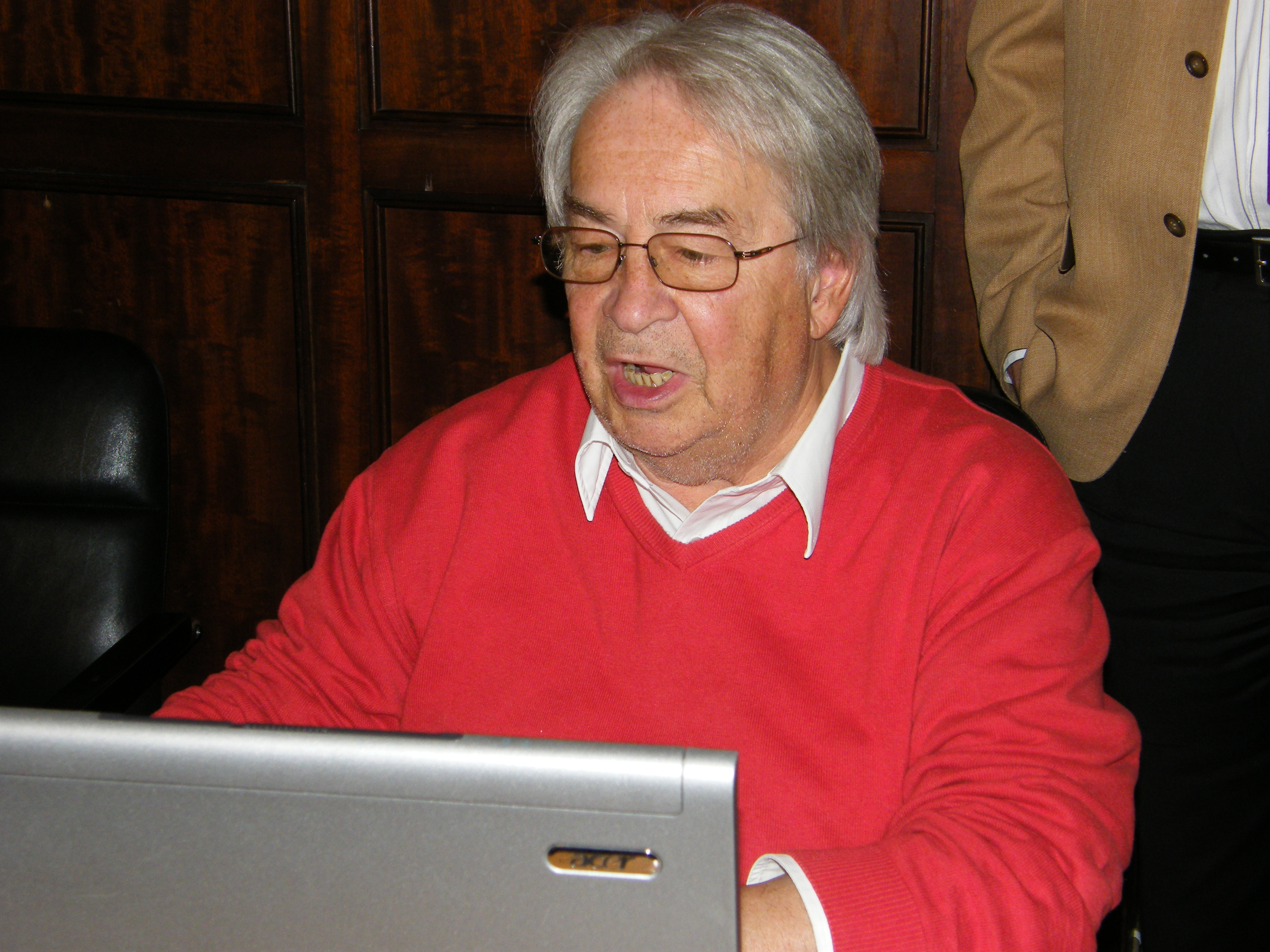
Christian Zickelbein, 2008

Christian Zickelbein (* 12. Juni 1937 in Dessau) ist ein Hamburger Schachfunktionär, der vor allem im Jugendschach, beim Hamburger Schachklub und in der deutschen Schachbundesliga aktiv ist. 2002 sprach ihm der Deutsche Schachbund Dank und Anerkennung in Form einer Ehrenurkunde aus. Im Jahr 2004 wurde ihm das Bundesverdienstkreuz am Bande verliehen.

## Jugendschach
Zickelbein verbrachte seine ersten Lebensjahre in Wiesenburg. Als er zwölf Jahre alt war, zogen seine Eltern nach Hamburg. Seit 1951 ist er Mitglied des Hamburger SK. Im Jahr 1956 gründete er auf Anregung Emil Dähnes, des damaligen Vorsitzenden des HSK und Präsidenten des Deutschen Schachbundes, am Heinrich-Hertz-Gymnasium als Schüler eine Schulschachgruppe. Im Bemühen um finanzielle Unterstützung für die Schachgruppe war Zickelbein 1959 Mitbegründer des Hamburger Schachjugendbundes. Ab 1966 war Zickelbein als Lehrer am Gymnasium Uhlenhorst-Barmbek tätig und leitete dort nicht nur die Schulschachgruppe, sondern bis 1972 auch die Hamburger Schachjugend. Von seiner Initiative ging auch die Gründung der Deutschen Schachjugend 1971 aus. Von 1972 bis 1986 war Zickelbein nicht als Schachfunktionär tätig, nahm aber bis in die 1980er Jahre als Betreuer an Freizeiten der Hamburger Schachjugend teil.

## Hamburger SK
Von 1986 bis 2017 war Christian Zickelbein Vorsitzender des Hamburger SK. Anlass war die Trennung des HSK vom HSV. Er organisierte 1991 ein stark besetztes Großmeisterturnier und trieb den Bau eines Vereinsheimes voran, das 1996 bezogen wurde. Als Einnahmequelle nutzte er unter anderem Schachpräsentationen in Hamburger Einkaufszentren. Außerdem war er Chefredakteur der Vereinszeitung „aktuell“.

## Schachbundesliga
Zickelbein war auch Mannschaftsführer der Bundesligamannschaft des HSK, für die er in der Saison 1990/91 einmal zum Einsatz kam. Über diese Funktion wurde er auf Vorschlag von Rudolf Veith Sprecher der Bundesligavereine. Hier galt sein Bemühen der Koordination der Bundesligavereine und der besseren Präsentation der Bundesliga. Bald strebte er eine größere Autonomie vom Deutschen Schachbund an, die er 2007 mit der Gründung der Schachbundesliga e. V. erreichte. Seit der Saison 2008/2009 ist dieser Verein, dessen Vorsitzender er bis 2009 war, für die Ausrichtung der Schachbundesliga verantwortlich.